# Oricon
Oricon (オリコン Orikon?) es una empresa japonesa especializada en el ámbito de la música y sus ventas en el país asiático. El presidente y representante de la empresa es Kou Koike, hijo mayor de Soukou Koike, fundador de Oricon. El nombre de Oricon deriva de las palabras en inglés Original Confidence.
Oricon es la única organización en Japón que mide las listas de ventas musicales, por lo que puede considerarse similar a lo que hace Billboard en Estados Unidos. Lo que la compañía en sus Oricon Chart es la música que tiene más éxito en el país, en una lista general así como también en subdivisiones de J-Pop, Enka, J-Rock, música internacional, etc., en distintos informes publicados de forma diaria, semanal, mensual y anual. Aparte de llevar los registros de ventas en materia de música, también llevan registros apartes, como de ventas de DVD y videojuegos.
La subsidiaria de la empresa es Oricon Entertainment, que administra la página web y revista de Oricon Style. Antiguamente Oricon Entertainment y Oricon eran la misma empresa, pero se separaron después de que Soukou Koike creara el Oricon Group, donde creó distintas subdisiones de la empresa que creó. El representante actual de Oricon Entertainment es Shige Takahashi.
La industria musical en Japón es bastante cerrada. Artistas de otros países raras veces logran el éxito en las listas de Oricon. De hecho, solo ha habido cuatro números uno de artistas occidentales desde 1980: "I'm in the mood for dancing", de The Nolans en 1980, "Flashdance... What a feeling", de Irene Cara en 1983, "To love you more", de Céline Dion en 1995, y "Candle in the wind", de Elton John en 1997. El sencillo de un artista extranjero más vendido en Japón en toda la historia es "Beautiful sunday", de Daniel Boone, editado en 1976. 

## Cronología
- 1967 - Se funda la empresa bajo el nombre de Original Confidence (株式会社オリジナルコンフィデンス?). Se convierte en la primera revista que toma registro de las ventas musicales en Japón.
- 1970 - Se lanza el primer libro de la empresa, el Confidence Nenkan (コンフィデンス年鑑?), especie de anuario donde se publican los datos de ventas de álbumes y sencillos de todo ese año en la música japonesa.
- 1979 - Comienza a lanzarse en forma semanal la revista Oricon Weekly (オリコン・ウィークリー?) (actualmente Oricon Style) con las ventas musicales de cada semana.
- 1992 - La empresa cambia formalmente su nombre a simplemente Oricon. Desde hacía años antes que ya colectivamente se le conocía de esta forma, pero desde esta fecha el nombre cambia de manera oficial.
- 1999 - La empresa se divide en dos: Oricon Direct Digital (株式会社おりこんダイレクトデジタル?), para preocuparse exclusivamente de los datos de ventas, y Oricon Global Entertainment (オリコン・グローバルエンタテインメント株式会社?) para preocuparse del ámbito administrativo y de representación.
- 2001 - Fallece su fundador, Soukou Koike. Desde aquí Oricon Global comienza a preocuparse de administrar a Oricon.
- 2002 - Oricon Global Entertainment cambia su nombre a simplemente Oricon Entertainment, y Oricon Direct Digital a sólo Oricon. La empresa comienza a tomar en cuenta para sus listas los ringtones.
- 2005 - Oricon a su vez se divide en dos: se crea Oricon Marketing Company, para dedicarse a los registros de las ventas, y su subsidiadora a ser Oricon.

## Listas
Todas se dividen en diarias, semanales, mensuales y anuales.

### Listas actualmente vigentes
- Singles Chart (シングルチャート?) (1968–presente)
- Albums Chart (アルバムチャート?) (1987–presente)
- Karaoke Chart (カラオケチャート?) (1994–presente)
- DVD Chart (1999–presente)
- Longhit Album Catalog Chart (ロングヒット・アルバム・カタログチャート?) (2001–presente)
- PC Ongaku Haishin Chart (PC音楽配信チャート?) (2006–presente)
- Chaku-Uta Chart (着うたチャート?) (2006–presente)
- Chaku-Uta Full Chart (着うたフルチャート?) (2006–presente)
- Digital Albums Chart (2016–presente)
- Digital Singles Chart (2017–presente)
- Streaming Chart (2018–presente)
- Combined Albums Chart (2018–presente)
- Combined Singles Chart (2018–presente)

### Listas obsoletas
- LP Chart (1970–1989)
- CT Chart (1974–1995)
- Cartridge Chart (カートリッジチャート?) (1974–1978)
- CD Chart (CDチャート?) (1984–1997)
- LD Chart (LDチャート?) (1984–2000)
- Cell Video Chart (セルビデオチャート?) (1984–2005)
- VHD Chart (1984–1989)
- MD Chart (1994)
- Comic Chart (コミックチャート?) (1995–2001)
- Game Software Chart (ゲームソフトチャート?) (1995–2005)
- New Media (SACD, DVD-Audio) Chart (ニューメディア（SACD・DVD-Audio）チャート?) (2004–2005)
- Tracks Chart (トラックスチャート?) (2004–2008)

## Mejores ventas individuales de todos los tiempos
| Posición | Año  | Título                                       | Artista                                                         | Ventas |
| -------- | ---- | -------------------------------------------- | --------------------------------------------------------------- | ------ |
| 1        | 1975 | Oyoge! Taiyaki-kun                           | Masato Shimon                                                   | 4547 m |
| 2        | 1972 | Onna no Michi                                | Shiro Miya y Pinkara Trio                                       | 3256 m |
| 3        | 2000 | Honnō                                        | Ringo Shiina                                                    | 3000 m |
| 4        | 1999 | Dango 3 Kyodai                               | Kentarō Hayami, Ayumi Shigemori, Himawari Kids, Dango Gasshōdan | 2918 m |
| 5        | 1992 | Kimi ga Iru Dake de                          | Kome Kome Club                                                  | 2895 m |
| 6        | 1991 | Say Yes                                      | Chage & Aska                                                    | 2822 m |
| 7        | 1994 | Tomorrow Never Knows                         | Mr. Children                                                    | 2766 m |
| 8        | 1991 | Oh! Yeah!/Love Story wa Totsuzen ni          | Kazumasa Oda                                                    | 2587 m |
| 9        | 2003 | Sekai ni Hitotsu dake no Hana                | SMAP                                                            | 2573 m |
| 10       | 1995 | Love Love Love/Arashi ga Kuru                | Dreams Come True                                                | 2488 m |
| 11       | 1993 | Yah Yah Yah/Yume no Bannin                   | Chage & Aska                                                    | 2418 m |
| 12       | 1996 | Namonaki Uta                                 | Mr.Children                                                     | 2308 m |
| 13       | 2000 | Sakurazaka                                   | Masaharu Fukuyama                                               | 2299 m |
| 14       | 1997 | Can You Celebrate?                           | Namie Amuro                                                     | 2296 m |
| 15       | 1996 | Departures                                   | globe                                                           | 2288 m |
| 16       | 1969 | Kuroneko no Tango                            | Osamu Minakawa                                                  | 2236 m |
| 17       | 1995 | Wow War Tonight~Toki ni wa Okoseyo Moviment~ | H Jungle with T                                                 | 2103 m |
| 18       | 1968 | Koi no Kitetsu                               | Pinky & Killers                                                 | 2077 m |
| 19       | 1999 | Automatic/Time with Tell                     | Hikaru Utada                                                    | 2062 m |
| 20       | 1993 | True Love                                    | Fuji Fumiya                                                     | 2023 m |

### Sencillos número uno de artistas no japoneses
| Fecha       | Semanas en el #1 | Artista                            | Título                                                               | Ventas    | Nacionalidad              |
| ----------- | ---------------- | ---------------------------------- | -------------------------------------------------------------------- | --------- | ------------------------- |
| 01/04/1968  | 1                | Bee Gees                           | «Massachusetts»                                                      | 500 000   | Isla de Man               |
| 01/09/1968  | 2                | Simon & Garfunkel                  | The Sounds of Silence»                                               | 810 000   | Bandera de Estados Unidos |
| 01/01/1969  | 1                | Mary Hopkin                        | «Those Were the Days»                                                | 470 000   | Bandera del Reino Unido   |
| 02/11/1970  | 3                | Jerry Wallace                      | «Otoko no Sekai (Lovers of the World)»                               | 828 953   | Bandera de Estados Unidos |
| 11/01/1971  | 2                | Mashmakhan                         | «As the Years Go By»                                                 | 400 000   | Bandera de Canadá         |
| 19/04/1971  | 4                | Hedva and David                    | «Ani Holem Al Naomi (I Dream of Naomi)»                              | 670 000   | Bandera de Israel         |
| 11/11/1971  | 9                | Ou Yang Fei Fei                    | «Ame no Midosuji»                                                    |           | Bandera de Taiwán         |
| 10704/1972  | 1                | The New Seekers                    | «I'd Like to Teach the World to Sing»                                | 300 000   | Bandera de Australia      |
| 17/10/1973  | 1                | Agnes Chan                         | «Chiisana Koi no Monogatari»                                         |           | Bandera de Hong Kong      |
| 22/03/1976  | 15               | Daniel Boone                       | «Beautiful Sunday»                                                   | 1 930 000 | Bandera del Reino Unido   |
| 16/04/1979  | 9                | Judy Ongg                          | «Miserarete»                                                         |           | Bandera de Taiwán         |
| 17/11/1980  | 2                | The Nolans                         | «I'm In the Mood for Dancing»                                        | 670 000   | Bandera de Irlanda        |
| 05/09/1983  | 2                | Irene Cara                         | «Flashdance... What a Feeling»                                       | 700 000   | Bandera de Estados Unidos |
| 19/12/ 1983 | 2                | Ou Yang Fei Fei                    | «Love Is Over»                                                       |           | Bandera de Taiwán         |
| 4/12/1995   | 5                | Céline Dion feat Kryzler & Kompany | «To Love You More»                                                   | 1 000     | Bandera de Canadá         |
| 1/07/1997   | 1                | Toshi Kubota feat Naomi Campbell   | «La La La Love Song»                                                 | 1 856 000 | /                         |
| 6/10/1997   | 2                | Elton John                         | «Candle in the Wind 1997» «Something About the Way You Look Tonight» | 630 000   | Bandera del Reino Unido   |
| 12/04/2005  | 1                | BoA                                | «Do the Motion»                                                      | 170 000   | Bandera de Corea del Sur  |
| 28/01/2008  | 1                | Tohoshinki                         | «Purple Line»                                                        | 47 000    | Bandera de Corea del Sur  |
| 05/05/2008  | 1                | Tohoshinki                         | «Beautiful You/Sennen Koi Uta»                                       | 119 000   | Bandera de Corea del Sur  |
| 28/07/2008  | 1                | Tohoshinki                         | «Dōshite Kimi o Suki ni Natte Shimattandarō»                         | 117 000   | Bandera de Corea del Sur  |
| 27/10/2008  | 1                | Tohoshinki                         | «Jumon: Mirotic»                                                     | 91 000    | Bandera de Corea del Sur  |
| 02/02/2009  | 1                | Tohoshinki                         | «Bolero/Kiss the Baby Sky/Wasurenaide»                               | 111 000   | Bandera de Corea del Sur  |
| 04/05/2009  | 1                | Tohoshinki                         | «Share the World/We Are!»                                            | 130 000   | Bandera de Corea del Sur  |
| 12/10/2009  | 1                | Jejung & Yuchun de Tohoshinki      | «Colors: Melody and Harmony/Shelter»                                 | 166 000   | Bandera de Corea del Sur  |
| 08/02/2010  | 1                | Tohoshinki                         | «Break Out!»                                                         | 278 657   | Bandera de Corea del Sur  |
| 31/03/2010  | 1                | Tohoshinki                         | «Toki o Tomete»                                                      | 209 063   | Bandera de Corea del Sur  |

## Álbumes más vendidos de todos los tiempos
| Posición | Año  | Título                  | Artista            | Ventas    |
| -------- | ---- | ----------------------- | ------------------ | --------- |
| 1        | 1999 | First Love              | Hikaru Utada       | 7 650 215 |
| 2        | 1998 | B'z The Best "Pleasure" | B'z                | 5 135 922 |
| 3        | 2000 | Shōso Strip             | Ringo Shiina       | 5 000 000 |
| 4        | 2001 | Distance                | Hikaru Utada       | 4 469 135 |
| 5        | 1998 | B'z The Best "Treasure" | B'z                | 4 438 742 |
| 6        | 2001 | A BEST                  | Ayumi Hamasaki     | 4 301 353 |
| 7        | 1996 | Globe                   | globe              | 4 136 460 |
| 8        | 2002 | Deep River              | Hikaru Utada       | 3 604 588 |
| 9        | 2000 | Delicious Way           | Mai Kuraki         | 3 530 000 |
| 10       | 1998 | Time to Destination     | Every Little Thing | 3 520 330 |